# SLベンフィカの選手一覧
SLベンフィカの選手一覧は、ポルトガルのリスボンに本拠地を置くSLベンフィカに現在在籍しているまたは過去に在籍していた選手・監督の一覧である。

## 現所属メンバー
2024年2月1日現在
注：選手の国籍表記はFIFAの定めた代表資格ルールに基づく。
| No. | Pos. |              | 選手名                     |
| --- | ---- | ------------ | -------------------------- |
| 1   | GK   | ウクライナ   | アナトリー・トルビン       |
| 3   | DF   | スペイン     | アルバロ・カレーラス       |
| 4   | DF   | ポルトガル   | アントニオ・シウヴァ       |
| 5   | DF   | ブラジル     | モラート ★                 |
| 6   | DF   | デンマーク   | アレクサンダー・バー ()    |
| 7   | FW   | ブラジル     | ダヴィド・ネレス ★         |
| 8   | MF   | ノルウェー   | フレデリク・アウルスネス   |
| 9   | FW   | ブラジル     | アルトゥール・カブラウ ★   |
| 10  | MF   | トルコ       | オルクン・コクチュ ()      |
| 11  | FW   | アルゼンチン | アンヘル・ディ・マリア ()  |
| 14  | DF   | スペイン     | フアン・ベルナト           |
| 19  | FW   | デンマーク   | カスパー・テングシュテット |
| 20  | MF   | ポルトガル   | ジョアン・マリオ ()        |

| No. | Pos. |              | 選手名                          |
| --- | ---- | ------------ | ------------------------------- |
| 24  | GK   | ポルトガル   | サムエル・ソアレス              |
| 25  | FW   | アルゼンチン | ジャンルカ・プレスティアーニ () |
| 27  | FW   | ポルトガル   | ラファ・シルヴァ                |
| 30  | DF   | アルゼンチン | ニコラス・オタメンディ ★        |
| 32  | FW   | アルゼンチン | ベンハミン・ロールハイザー ()   |
| 36  | FW   | ブラジル     | マルコス・レオナルド            |
| 44  | DF   | ポルトガル   | トマス・アラウージョ            |
| 45  | GK   | 日本         | 小久保玲央ブライアン ★          |
| 47  | FW   | ポルトガル   | チアゴ・グヴェイア              |
| 61  | MF   | ポルトガル   | フロレンティーノ・ルイス ()     |
| 75  | GK   | ポルトガル   | アンドレ・ゴメス                |
| 87  | MF   | ポルトガル   | ジョアン・ネヴィス              |

※括弧内の国旗はその他の保有国籍を、星印はEU圏外選手を示す。
監督
- ロガー・シュミット

## 歴代監督

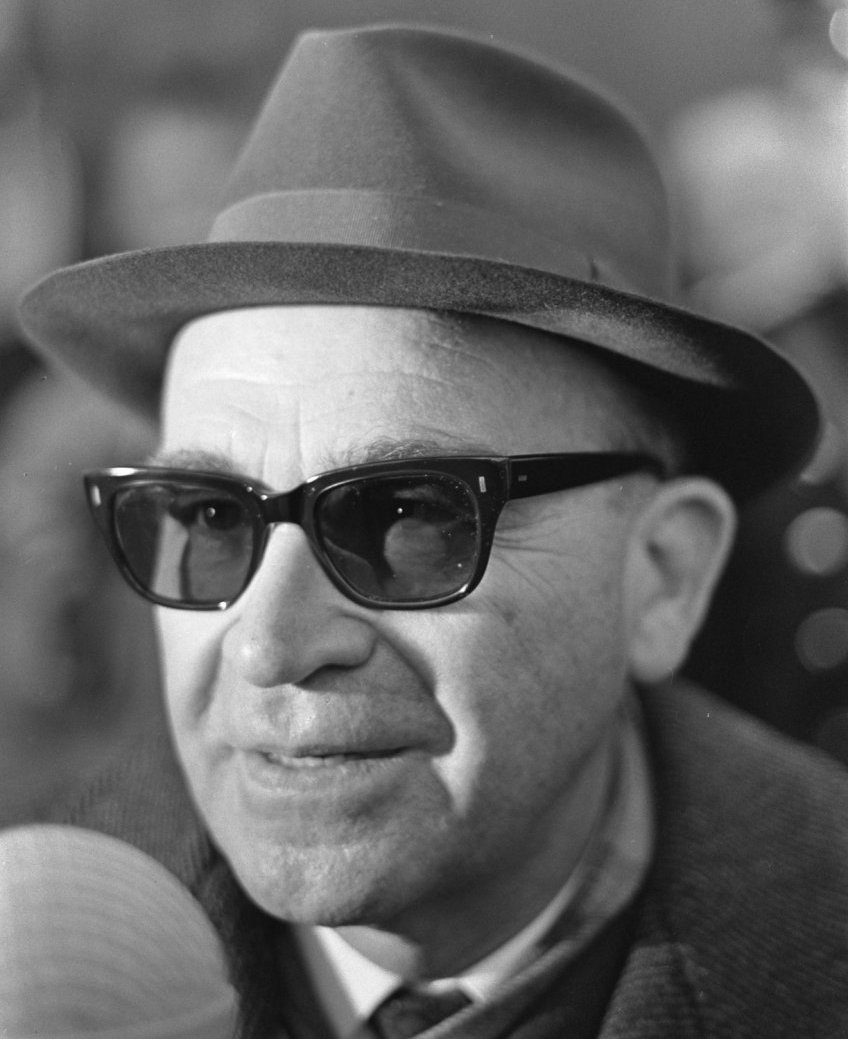
クラブを2度の欧州制覇へと導いたベーラ・グットマン
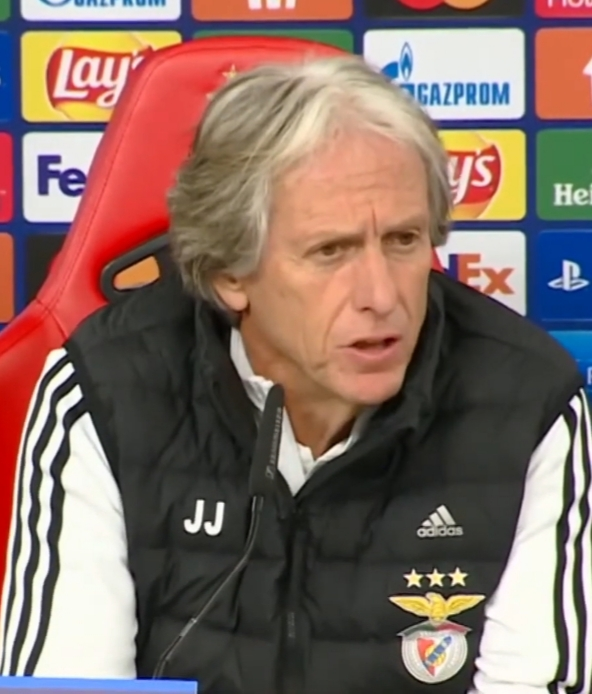
2度の任期で合計10つの国内タイトルを獲得したジョルジェ・ジェズス

- マヌエル・グラルデ 1906-1908
- コスメ・ダミアン 1908-1926
- リベイロ・ドス・レイス 1926-1929
- アーサー・ジョン 1929-1931
- リベイロ・ドス・レイス 1932-1934
- ヴィトール・ゴンサウヴェス 1934-1936
- ヘルツカ・リッポ 1936-1939
- ビリ・ヤーノス 1939-1947
- ヘルツカ・リッポ 1947-1948
- テッド・スミス 1948-1952
- カンディド・タヴァレス 1951-1952
- アルベルト・ゾザヤ 1952-1952
- リベイロ・ドス・レイス 1953
- ホセ・ベルディビエソ 1953-1954
- オットー・グローリア 1954-1959
- ホセ・ベルディビエソ 1959
- ベーラ・グットマン 1959-1962
- フェルナンド・カイアド 1962
- フェルナンド・リエラ 1962-1963
- チェイズレル・ラヨス 1963-1964
- エレク・シュヴァルツ 1964-1965
- ベーラ・グットマン 1965-1966
- フェルナンド・リエラ 1966-1967
- フェルナンド・カブリータ 1967-1968
- オットー・グローリア 1968-1970
- ジョゼ・アウグスト 1970
- ジミー・ヘイガン 1970-1973
- フェルナンド・カブリータ1973-1974
- ミロラド・パヴィッチ 1974-1975
- マリオ・ウィルソン 1975-1976
- ジョン・モルティモア 1976-1979
- マリオ・ウィルソン 1979-1980
- バーロティ・ラヨス 1980-1982
- スヴェン＝ゴラン・エリクソン 1982-1984
- チェルナイ・パール 1984-1985
- ジョン・モルティモア 1985-1987
- エッベ・スコフダール 1987
- トニ 1987-1989
- スヴェン＝ゴラン・エリクソン 1989-1992
- トミスラフ・イヴィッチ 1992
- トニ 1992-1994
- アルトゥール・ジョルジェ 1994-1995
- マリオ・ウィルソン 1995-1996
- パウロ・アウトゥオリ 1996-1997
- マリオ・ウィルソン 1997
- マヌエル・ジョゼ 1997
- マリオ・ウィルソン 1997
- グレアム・スーネス 1997-1999
- シェウ・ハン 1999
- ユップ・ハインケス 1999-2000
- ジョゼ・モウリーニョ 2000
- トニ 2000-2001
- ジェズアウド・フェレイラ 2001-2002
- フェルナンド・チャラナ 2002
- ホセ・アントニオ・カマーチョ 2002-2004
- ジョバンニ・トラパットーニ 2004-2005
- ロナルド・クーマン 2005-2006
- フェルナンド・サントス 2006-2007
- ホセ・アントニオ・カマーチョ 2007-2008
- フェルナンド・チャラナ 2008
- キケ・フローレス 2008-2009
- ジョルジェ・ジェズス 2009-2015
- ルイ・ヴィトーリア 2015-2019
- ブルーノ・ラージ 2019-2020
- ネルソン・ヴェリッシモ 2020
- ジョルジェ・ジェズス 2020-2021
- ネルソン・ヴェリッシモ 2021-2022
- ロガー・シュミット 2022-

## 歴代所属選手

### GK
- コスタ・ペレイラ（英語版） 1954-1967
- ジョゼ・エンリケ（英語版） 1966-1979
- マヌエル・ベント 1972-1992
- シウヴィーノ（英語版） 1984-1994
- ミシェル・プロドーム 1994-1999
- ロベルト・エンケ 1999-2002
- キム 2004-2010
- ヤン・オブラク 2010-2014
- エドゥアルド 2011-2012
- ジュリオ・セザール 2014-2017
- エデルソン 2015-2017
- オディッセアス・ヴラホディモス 2018-2023

### DF
- フェリックス・アントゥネス（英語版） 1946-1954
- フェルナンド・クルズ（英語版） 1959-1970
- ゲルマーノ（英語版） 1960-1966
- ウンベルト・コエリョ 1968-1975, 1977-1984
- アントニオ・ヴェローゾ（英語版） 1980-1995
- モーゼル 1987-1989, 1992-1995
- リカルド・ゴメス 1988-1991, 1995-1996
- アウダイール 1989-1990
- ステファン・シュヴァルツ 1990-1994
- カルロス・ガマーラ 1997
- カルロス・マルチェナ 2000-2001
- ルイゾン 2003-2018
- ジョゼ・フォンテ 2006-2008
- ファビオ・コエントラン 2007-2011
- ダヴィド・ルイス 2007, 2007-2011
- マクシ・ペレイラ 2007-2015
- ジョアン・カプデビラ 2011-2012
- エセキエル・ガライ 2011-2014
- ヴィクトル・リンデロフ 2013-2017
- ジョアン・カンセロ 2014-2015
- ネルソン・セメド 2015-2017
- アレハンドロ・グリマルド 2016-2023
- ルベン・ディアス 2017-2020
- ヌーノ・タヴァレス 2019-2021
- ヤン・フェルトンゲン 2020-2022
- ニコラス・オタメンディ 2020-

### MF
- マリオ・コルナ 1954-1970
- グレン・ストレンベリ 1983-1984
- ヴァウド 1987-1991, 1995-1997
- ヨナス・テルン 1987-1989
- パウロ・ソウザ 1989-1993
- エルウィン・サンチェス 1990-1992, 1997-1999
- ステファン・シュヴァルツ 1990-1994
- ルイ・コスタ 1991-1994, 2006-2008
- アレクサンドル・モストヴォイ 1992-1993
- デコ 1997-1999
- マイケル・トーマス 1998-1999
- カレル・ポボルスキー 1998-2001
- チャノ 1999-2001
- マニシェ 1999-2002
- ティアゴ・メンデス 2002-2004
- プティ 2002-2008
- ギオルゴス・カラグーニス 2005-2007
- コスタス・カツラニス 2006-2009
- パブロ・アイマール 2008-2013
- カルロス・マルティンス 2008-2014
- ラミレス 2009-2010
- ニコ・ガイタン 2010-2016
- アクセル・ヴィツェル 2011-2012
- ネマニャ・マティッチ 2011-2014
- アンドレ・ゴメス 2012-2015
- ベルナルド・シウバ 2013-2015
- リュボミール・フェイサ 2013-2020
- ブライアン・クリスタンテ 2014-2018
- タリスカ 2014-2018
- レナト・サンチェス 2015-2016
- ユリアン・ヴァイグル 2020-2023
- ジョアン・マリオ 2021-
- フレデリク・アウルスネス 2022-
- エンソ・フェルナンデス 2022-2023
- オルクン・コクチュ 2023-

### FW
- エウゼビオ 1961-1975
- ジョアン・ピント 1992-2000
- パウロ・フットレ 1993
- クラウディオ・カニーヒア 1994-1995
- マリオ・スタニッチ 1994-1995
- アクワ 1994-1998
- ヌーノ・ゴメス 1997-2000, 2002-2011
- ディーン・ソーンダース 1998-1999
- ピエール・ファン・ホーイドンク 2000-2001
- エドガラス・ヤンカウスカス 2001-2002
- ズラトコ・ザホヴィッチ 2001-2005
- シモン・サブローザ 2001-2007
- ファブリツィオ・ミッコリ 2005-2007
- 于大宝 2007-2009
- アンヘル・ディ・マリア 2007-2010, 2023-
- オスカル・カルドソ 2007-2014
- ダビド・スアソ 2008-2009
- ホセ・アントニオ・レジェス 2008-2009
- ハビエル・サビオラ 2009-2012
- ネルソン・オリヴェイラ 2009-2016
- エドゥアルド・サルビオ 2010-2011, 2012-2019
- ゴンサロ・ゲデス 2014-2017, 2023
- ジョナス 2014-2019
- コンスタンティノス・ミトログル 2015-2016, 2016-2017
- ラウル・ヒメネス 2015-2019
- アンドレ・カリージョ 2016-2019
- ルカ・ヨヴィッチ 2016-2019
- アンドリヤ・ジヴコヴィッチ 2016-2020
- フランコ・セルビ 2016-2021
- ラファ・シルヴァ 2016-
- ガブリエウ・バルボーザ 2017-2018
- ハリス・セフェロヴィッチ 2017-2023
- ジョアン・フェリックス 2018-2019
- ダルウィン・ヌニェス 2020-2022
- ゴンサロ・ラモス 2020-2023
- ユリアン・ドラクスラー 2022-2023